# Grand Prix de Plouay 2015
La 79e édition du Grand Prix Ouest-France de Plouay a eu lieu le 30 août 2015. Cette épreuve fait partie de l'UCI World Tour 2015 en catégorie 4.

## Présentation

### Parcours
Le parcours en circuit est constitué de huit tours de 26,9 km suivis d'un tour de 13,9 km, soit un total de 229,1 km.
Le départ et l'arrivée ont lieu sur le boulevard des championnats du monde 2000. Les coureurs empruntent la côte du Lézot, avant de prendre la direction de Kerscoulic puis Pont-Neuf. Ils longent alors le Scorff, passent à Pont-Calleck et près de la chapelle Sainte-Anne de Berné. Le circuit revient vers Pont-Neuf avant d'emprunter le Minojenn du Calvaire. Il finit par la côte de Ty Marrec, située à seulement 4 km de l'arrivée.

### Équipes
Vingt-quatre équipes participeront à ce Grand Prix de Plouay - dix-sept ProTeams et sept équipes continentales professionnelles :
| UCI ProTeams        | UCI ProTeams | UCI ProTeams |
| Nom de l'équipe     | Pays         | Code         |
| ------------------- | ------------ | ------------ |
| AG2R La Mondiale    | France       | ALM          |
| Astana              | Kazakhstan   | AST          |
| BMC Racing          | États-Unis   | BMC          |
| Cannondale-Garmin   | États-Unis   | TCG          |
| Etixx-Quick Step    | Belgique     | EQS          |
| FDJ                 | France       | FDJ          |
| Giant-Alpecin       | Allemagne    | TGA          |
| IAM                 | Suisse       | IAM          |
| Katusha             | Russie       | KAT          |
| Lampre-Merida       | Italie       | LAM          |
| Lotto NL-Jumbo      | Pays-Bas     | TLJ          |
| Lotto-Soudal        | Belgique     | LTS          |
| Movistar            | Espagne      | MOV          |
| Orica-GreenEDGE     | Australie    | OGE          |
| Sky                 | Royaume-Uni  | SKY          |
| Tinkoff-Saxo        | Russie       | TCS          |
| Trek Factory Racing | États-Unis   | TFR          |

| Équipes continentales professionnelles | Équipes continentales professionnelles | Équipes continentales professionnelles |
| Nom de l'équipe                        | Pays                                   | Code                                   |
| -------------------------------------- | -------------------------------------- | -------------------------------------- |
| CCC Sprandi Polkowice                  | Pologne                                | CCC                                    |
| Cult Energy                            | Danemark                               | CLT                                    |
| Bretagne-Séché Environnement           | France                                 | BSE                                    |
| Cofidis                                | France                                 | COF                                    |
| Europcar                               | France                                 | EUC                                    |
| Southeast                              | Italie                                 | STH                                    |
| Wanty-Groupe Gobert                    | Belgique                               | WGG                                    |

### Favoris
Vincenzo Nibali, exclu du Tour d'Espagne, a fait une demande pour participer à la course. Le vainqueur de l'an passé, Sylvain Chavanel, est quant à lui, toujours présent sur le Tour d'Espagne.

## Classements

### Classement final
| Classement final | Classement final     | Classement final | Classement final             | Classement final   |
|                  | Coureur              | Pays             | Équipe                       | Temps              |
| ---------------- | -------------------- | ---------------- | ---------------------------- | ------------------ |
| 1er              | Alexander Kristoff   | Norvège          | Katusha                      | en 5 h 31 min 32 s |
| 2e               | Simone Ponzi         | Italie           | Southeast                    | m.t                |
| 3e               | Ramūnas Navardauskas | Lituanie         | Cannondale-Garmin            | m.t                |
| 4e               | Grega Bole           | Slovénie         | CCC Sprandi Polkowice        | m.t                |
| 5e               | Jürgen Roelandts     | Belgique         | Lotto-Soudal                 | m.t                |
| 6e               | Anthony Roux         | France           | FDJ                          | m.t                |
| 7e               | Armindo Fonseca      | France           | Bretagne-Séché Environnement | m.t                |
| 8e               | Wout Poels           | Pays-Bas         | Sky                          | m.t                |
| 9e               | Rasmus Guldhammer    | Danemark         | Cult Energy                  | m.t                |
| 10e              | Magnus Cort Nielsen  | Danemark         | Orica-GreenEDGE              | m.t                |
| modifier         |                      |                  |                              |                    |

### UCI World Tour
Ce Grand Prix Ouest-France de Plouay attribue des points pour l'UCI World Tour 2015, par équipes uniquement aux équipes ayant un label WorldTeam, individuellement uniquement aux coureurs des équipes ayant un label WorldTeam.
| Position,          | 1er | 2e | 3e | 4e | 5e | 6e | 7e | 8e | 9e | 10e |
| Classement général | 80  | 60 | 50 | 40 | 30 | 22 | 14 | 10 | 6  | 2   |

#### Classement individuel
Ci-dessous, le classement individuel de l'UCI World Tour à l'issue de la course.
| Rang | Coureur            | Équipe        | Points |
| ---- | ------------------ | ------------- | ------ |
| 1    | Alejandro Valverde | Movistar      | 532    |
| 2    | Christopher Froome | Sky           | 422    |
| 3    | Alberto Contador   | Tinkoff-Saxo  | 407    |
| 4    | Alexander Kristoff | Katusha       | 403    |
| 5    | Nairo Quintana     | Movistar      | 365    |
| 6    | Joaquim Rodríguez  | Katusha       | 322    |
| 7    | Greg Van Avermaet  | BMC Racing    | 322    |
| 8    | Richie Porte       | Sky           | 314    |
| 9    | Geraint Thomas     | Sky           | 283    |
| 10   | Rui Costa          | Lampre-Merida | 274    |

#### Classement par pays
Ci-dessous, le classement par pays de l'UCI World Tour à l'issue de la course.
| Rang | Pays        | Points |
| ---- | ----------- | ------ |
| 1    | Espagne     | 1 582  |
| 2    | Royaume-Uni | 973    |
| 3    | Colombie    | 814    |
| 4    | Italie      | 769    |
| 5    | Belgique    | 766    |
| 6    | France      | 757    |
| 7    | Australie   | 717    |
| 8    | Pays-Bas    | 693    |
| 9    | Allemagne   | 550    |
| 10   | Norvège     | 403    |

#### Classement par équipes
Ci-dessous, le classement par équipes de l'UCI World Tour à l'issue de la course.
| Rang | Équipe           | Points |
| ---- | ---------------- | ------ |
| 1    | Katusha          | 1 270  |
| 2    | Sky              | 1 246  |
| 3    | Movistar         | 1 242  |
| 4    | Etixx-Quick Step | 908    |
| 5    | Tinkoff-Saxo     | 791    |
| 6    | BMC Racing       | 788    |
| 7    | Astana           | 715    |
| 8    | Lotto-Soudal     | 575    |
| 9    | Orica-GreenEDGE  | 507    |
| 10   | AG2R La Mondiale | 501    |

## Liste des participants
- Liste des participants

| Légende | Légende                                                                    | Légende | Légende                                                    |
| ------- | -------------------------------------------------------------------------- | ------- | ---------------------------------------------------------- |
| Num     | Dossard de départ porté par le coureur sur ce Grand Prix de Plouay         | Pos     | Position à l'arrivée de la course                          |
|         | Indique un maillot de champion national ou mondial, suivi de sa spécialité | NP      | Indique un coureur qui n'a pas pris le départ de la course |
| AB      | Indique un coureur qui n'a pas terminé la course                           | HD      | Indique un coureur qui a terminé la course hors des délais |

| IAM | IAM                       | IAM |
| --- | ------------------------- | --- |
| Num | Coureur                   | Pos |
| 1   | Clément Chevrier (FRA)    | 89e |
| 2   | Stefan Denifl (AUT)       | AB  |
| 3   | Dries Devenyns (BEL)      | AB  |
| 4   | Martin Elmiger (SUI)      | 67e |
| 5   | Jonathan Fumeaux (SUI)    | AB  |
| 6   | Heinrich Haussler (AUS)   | 13e |
| 7   | Sondre Holst Enger (SWE)  | 91e |
| 8   | Jonas Van Genechten (BEL) | 92e |

| Southeast STH | Southeast STH           | Southeast STH |
| ------------- | ----------------------- | ------------- |
| Num           | Coureur                 | Pos           |
| 11            | Giorgio Cecchinel (ITA) | AB            |
| 12            |                         |               |
| 13            | Andrea Fedi (ITA)       | 74e           |
| 14            | Mauro Finetto (ITA)     | 29e           |
| 15            | Francesco Gavazzi (SUI) | 69e           |
| 16            | Simone Ponzi (ITA)      | 2e            |
| 17            | Luca Wackermann (ITA)   | 55e           |
| 18            | Samuele Conti (ITA)     | AB            |

| FDJ | FDJ                      | FDJ  |
| --- | ------------------------ | ---- |
| Num | Coureur                  | Pos  |
| 21  | Francis Mourey (FRA)     | AB   |
| 22  | Johan Le Bon (FRA)       | 109e |
| 23  | Matthieu Ladagnous (FRA) | AB   |
| 24  | Cédric Pineau (FRA)      | 107e |
| 25  | Anthony Geslin (FRA)     | AB   |
| 26  | Anthony Roux (FRA)       | 6e   |
| 27  | Benoît Vaugrenard (FRA)  | AB   |
| 28  | Arthur Vichot (FRA)      | 50e  |

| Astana AST | Astana AST             | Astana AST |
| ---------- | ---------------------- | ---------- |
| Num        | Coureur                | Pos        |
| 31         | Borut Božič (SLO)      | 25e        |
| 32         | Valerio Agnoli (ITA)   | AB         |
| 33         | Arman Kamyshev (KAZ)   | 19e        |
| 34         | Ruslan Tleubayev (KAZ) | 119e       |
| 35         | Andriy Grivko (UKR)    | 54e        |
| 36         | Daniil Fominykh (KAZ)  | 93e        |
| 37         | Alexey Lutsenko (KAZ)  | 72e        |
| 38         | Davide Malacarne (ITA) | 103e       |

| Lotto NL-Jumbo TLJ | Lotto NL-Jumbo TLJ       | Lotto NL-Jumbo TLJ |
| ------------------ | ------------------------ | ------------------ |
| Num                | Coureur                  | Pos                |
| 41                 | Sep Vanmarcke (BEL)      | 40e                |
| 42                 | Moreno Hofland (NED)     | AB                 |
| 43                 | Nick van der Lijke (NED) | 18e                |
| 44                 | Paul Martens (GER)       | 64e                |
| 45                 | Bram Tankink (NED)       | 82e                |
| 46                 | Brian Bulgaç (NED)       | AB                 |
| 47                 | Robert Wagner (GER)      | AB                 |
| 48                 | Barry Markus (NED)       | AB                 |

| BMC Racing BMC | BMC Racing BMC          | BMC Racing BMC |
| -------------- | ----------------------- | -------------- |
| Num            | Coureur                 | Pos            |
| 51             | Silvan Dillier (SUI)    | 65e            |
| 52             | Philippe Gilbert (BEL)  | 51e            |
| 53             | Ben Hermans (BEL)       | AB             |
| 54             | Stefan Küng (SUI)       | AB             |
| 55             | Michael Schär (SUI)     | 86e            |
| 56             | Dylan Teuns (BEL)       | 85e            |
| 57             | Greg Van Avermaet (BEL) | 73e            |
| 58             | Loïc Vliegen (BEL)      | AB             |

| Cannondale-Garmin TCG | Cannondale-Garmin TCG      | Cannondale-Garmin TCG |
| --------------------- | -------------------------- | --------------------- |
| Num                   | Coureur                    | Pos                   |
| 61                    | Alberto Bettiol (ITA)      | 32e                   |
| 62                    | Nathan Haas (AUS)          | AB                    |
| 63                    | Kristjan Koren (SLO)       | 39e                   |
| 64                    | Sebastian Langeveld (NED)  | AB                    |
| 65                    | Alan Marangoni (ITA)       | 90e                   |
| 66                    | Ramūnas Navardauskas (LTU) | 3e                    |
| 67                    | Dylan van Baarle (NED)     | 60e                   |
| 68                    | Ruben Zepuntke (GER)       | AB                    |

| AG2R La Mondiale ALM | AG2R La Mondiale ALM      | AG2R La Mondiale ALM |
| -------------------- | ------------------------- | -------------------- |
| Num                  | Coureur                   | Pos                  |
| 71                   | Axel Domont (FRA)         | AB                   |
| 72                   | Guillaume Bonnafond (FRA) | 46e                  |
| 73                   | Sébastien Turgot (FRA)    | 75e                  |
| 74                   | Samuel Dumoulin (FRA)     | 16e                  |
| 75                   | Damien Gaudin (FRA)       | 94e                  |
| 76                   | Ben Gastauer (LUX)        | AB                   |
| 77                   | Quentin Jauregui (FRA)    | AB                   |
| 78                   | Maxime Daniel (FRA)       | 116e                 |

| Cult Energy CLT | Cult Energy CLT               | Cult Energy CLT |
| --------------- | ----------------------------- | --------------- |
| Num             | Coureur                       | Pos             |
| 81              | Linus Gerdemann (GER)         | AB              |
| 82              | Rasmus Guldhammer (DEN)       | 9e              |
| 83              | Karel Hník (CZE)              | 41e             |
| 84              | Alex Kirsch (LUX)             | AB              |
| 85              | Martin Mortensen (DEN)        | 111e            |
| 86              | Rasmus Christian Quaade (DEN) | AB              |
| 87              | Michael Reihs (DEN)           | 115e            |
| 88              | Fabian Wegmann (GER)          | 27e             |

| Lotto-Soudal LTS | Lotto-Soudal LTS       | Lotto-Soudal LTS |
| ---------------- | ---------------------- | ---------------- |
| Num              | Coureur                | Pos              |
| 91               | Tiesj Benoot (BEL)     | 22e              |
| 92               | Stig Broeckx (BEL)     | AB               |
| 93               | Jens Debusschere (BEL) | 21e              |
| 94               | Tony Gallopin (FRA)    | 52e              |
| 95               | Pim Ligthart (NED)     | 95e              |
| 96               | Jürgen Roelandts (BEL) | 5e               |
| 97               | Louis Vervaeke (BEL)   | 61e              |
| 98               | Tim Wellens (BEL)      | 108e             |

| Movistar MOV | Movistar MOV               | Movistar MOV |
| ------------ | -------------------------- | ------------ |
| Num          | Coureur                    | Pos          |
| 101          | Jonathan Castroviejo (ESP) | 36e          |
| 102          | Alex Dowsett (GBR)         | AB           |
| 103          | Dayer Quintana (COL)       | 28e          |
| 104          | José Herrada (ESP)         | 58e          |
| 105          | Gorka Izagirre (ESP)       | AB           |
| 106          | Ion Izagirre (ESP)         | AB           |
| 107          | Juan José Lobato (ESP)     | 44e          |
| 108          | Beñat Intxausti (ESP)      | AB           |

| Etixx-Quick Step EQS | Etixx-Quick Step EQS     | Etixx-Quick Step EQS |
| -------------------- | ------------------------ | -------------------- |
| Num                  | Coureur                  | Pos                  |
| 111                  | Julian Alaphilippe (FRA) | 42e                  |
| 112                  | Tom Boonen (BEL)         | 17e                  |
| 113                  | Yves Lampaert (BEL)      | 121e                 |
| 114                  | Tony Martin (GER)        | AB                   |
| 115                  | Fabio Sabatini (ITA)     | 87e                  |
| 116                  | Matteo Trentin (ITA)     | 24e                  |
| 117                  | Stijn Vandenbergh (BEL)  | 105e                 |
| 118                  | Julien Vermote (BEL)     | 23e                  |

| Orica-GreenEDGE OGE | Orica-GreenEDGE OGE       | Orica-GreenEDGE OGE |
| ------------------- | ------------------------- | ------------------- |
| Num                 | Coureur                   | Pos                 |
| 121                 | Simon Yates (GBR)         | 66e                 |
| 122                 | Pieter Weening (NED)      | 83e                 |
| 123                 | Michael Albasini (SUI)    | 63e                 |
| 124                 | Leigh Howard (AUS)        | 96e                 |
| 125                 | Simon Clarke (AUS)        | 97e                 |
| 126                 | Magnus Cort Nielsen (DEN) | 10e                 |
| 127                 | Christian Meier (CAN)     | AB                  |
| 128                 | Brett Lancaster (AUS)     | AB                  |

| Europcar EUC | Europcar EUC              | Europcar EUC |
| ------------ | ------------------------- | ------------ |
| Num          | Coureur                   | Pos          |
| 131          | Giovanni Bernaudeau (FRA) | AB           |
| 132          | Thomas Boudat (FRA)       | AB           |
| 133          | Bryan Coquard (FRA)       | 11e          |
| 134          | Yohann Gène (FRA)         | 104e         |
| 135          | Alexandre Pichot (FRA)    | AB           |
| 136          | Perrig Quéméneur (FRA)    | 113e         |
| 137          | Angélo Tulik (FRA)        | 98e          |
| 138          | Thomas Voeckler (FRA)     | 123e         |

| Giant-Alpecin TGA | Giant-Alpecin TGA    | Giant-Alpecin TGA |
| ----------------- | -------------------- | ----------------- |
| Num               | Coureur              | Pos               |
| 141               | Warren Barguil (FRA) | 56e               |
| 142               | Roy Curvers (NED)    | 12e               |
| 143               | Bert De Backer (BEL) | 84e               |
| 144               | Caleb Fairly (USA)   | AB                |
| 145               | Carter Jones (USA)   | AB                |
| 146               | Ji Cheng (CHN)       | AB                |
| 147               | Marcel Kittel (GER)  | AB                |
| 148               | Tom Veelers (NED)    | AB                |

| Katusha KAT | Katusha KAT                | Katusha KAT |
| ----------- | -------------------------- | ----------- |
| Num         | Coureur                    | Pos         |
| 151         | Maxim Belkov (RUS)         | AB          |
| 152         | Dmitry Kozontchuk (RUS)    | AB          |
| 153         | Jacopo Guarnieri (ITA)     | 20e         |
| 154         | Marco Haller (AUT) (Route) | 62e         |
| 155         | Anton Vorobyev (RUS)       | AB          |
| 156         | Alexander Kristoff (NOR)   | 1er         |
| 157         | Rüdiger Selig (GER)        | AB          |
| 158         |                            |             |

| Sky SKY | Sky SKY                  | Sky SKY |
| ------- | ------------------------ | ------- |
| Num     | Coureur                  | Pos     |
| 161     | Nathan Earle (AUS)       | 80e     |
| 162     | Philip Deignan (IRL)     | 79e     |
| 163     | David López García (ESP) | 59e     |
| 164     | Wout Poels (NED)         | 8e      |
| 165     | Luke Rowe (GBR)          | 15e     |
| 166     | Xabier Zandio (ESP)      | 101e    |
| 167     | Ben Swift (GBR)          | 81e     |
| 168     | Elia Viviani (ITA)       | AB      |

| Tinkoff-Saxo TCS | Tinkoff-Saxo TCS              | Tinkoff-Saxo TCS |
| ---------------- | ----------------------------- | ---------------- |
| Num              | Coureur                       | Pos              |
| 171              | Manuele Boaro (ITA)           | 112e             |
| 172              | Matti Breschel (DEN)          | 71e              |
| 173              | Christopher Juul Jensen (DEN) | 122e             |
| 174              | Michal Kolář (SVK)            | AB               |
| 175              | Michael Rogers (AUS)          | 88e              |
| 176              | Matteo Tosatto (ITA)          | 119e             |
| 177              | Nikolay Trusov (RUS)          | AB               |
| 178              | Michael Valgren (DEN)         | 45e              |

| Bretagne-Séché Environnement BSE | Bretagne-Séché Environnement BSE | Bretagne-Séché Environnement BSE |
| -------------------------------- | -------------------------------- | -------------------------------- |
| Num                              | Coureur                          | Pos                              |
| 181                              | Pierrick Fédrigo (FRA)           | 68e                              |
| 182                              | Anthony Delaplace (FRA)          | 33e                              |
| 183                              | Jonathan Hivert (FRA)            | AB                               |
| 184                              | Arnaud Gérard (FRA)              | 47e                              |
| 185                              | Jean-Marc Bideau (FRA)           | 57e                              |
| 186                              | Armindo Fonseca (FRA)            | 7e                               |
| 187                              | Eduardo Sepúlveda (ARG)          | 102e                             |
| 188                              | Florian Vachon (FRA)             | 38e                              |

| Cofidis COF | Cofidis COF              | Cofidis COF |
| ----------- | ------------------------ | ----------- |
| Num         | Coureur                  | Pos         |
| 191         | Loïc Chetout (FRA)       | 116e        |
| 192         | Nicolas Edet (FRA)       | 76e         |
| 193         | Christophe Laporte (FRA) | 37e         |
| 194         | Luis Ángel Maté (ESP)    | 53e         |
| 195         | Rudy Molard (FRA)        | 14e         |
| 196         | Florian Sénéchal (FRA)   | 43e         |
| 197         | Anthony Turgis (FRA)     | AB          |
| 198         | Kenneth Vanbilsen (BEL)  | AB          |

| Lampre-Merida LAM | Lampre-Merida LAM           | Lampre-Merida LAM |
| ----------------- | --------------------------- | ----------------- |
| Num               | Coureur                     | Pos               |
| 201               | Matteo Bono (ITA)           | 126e              |
| 202               | Davide Cimolai (ITA)        | 128e              |
| 203               | Rui Costa (POR) (Route)     | 26e               |
| 204               | Manuele Mori (ITA)          | 77e               |
| 205               | Luka Pibernik (SLO) (Route) | 78e               |
| 206               | Jan Polanc (SLO)            | AB                |
| 207               | Roberto Ferrari (ITA)       | 127e              |
| 208               | Diego Ulissi (ITA)          | 70e               |

| Trek Factory Racing TFR | Trek Factory Racing TFR | Trek Factory Racing TFR |
| ----------------------- | ----------------------- | ----------------------- |
| Num                     | Coureur                 | Pos                     |
| 211                     | Grégory Rast (SUI)      | 114e                    |
| 212                     | Fumiyuki Beppu (JPN)    | AB                      |
| 213                     | Stijn Devolder (BEL)    | AB                      |
| 214                     | Fabio Felline (ITA)     | AB                      |
| 215                     | Giacomo Nizzolo (ITA)   | 31e                     |
| 216                     | Hayden Roulston (NZL)   | 120e                    |
| 217                     | Fábio Silvestre (POR)   | 108e                    |
| 218                     | Calvin Watson (AUS)     | AB                      |

| CCC Sprandi Polkowice CCC | CCC Sprandi Polkowice CCC      | CCC Sprandi Polkowice CCC |
| ------------------------- | ------------------------------ | ------------------------- |
| Num                       | Coureur                        | Pos                       |
| 221                       | Grega Bole (SLO)               | 4e                        |
| 222                       | Maciej Paterski (POL)          | AB                        |
| 223                       | Davide Rebellin (ITA)          | 48e                       |
| 224                       | Branislau Samoilau (BLR)       | 124e                      |
| 225                       | Stefan Schumacher (GER)        | AB                        |
| 226                       | Tomasz Kiendyś (POL)           | AB                        |
| 227                       | Nikolay Mihaylov (BUL) (Route) | 129e                      |
| 228                       | Łukasz Owsian (POL)            | 103e                      |

| Wanty-Groupe Gobert WGG | Wanty-Groupe Gobert WGG | Wanty-Groupe Gobert WGG |
| ----------------------- | ----------------------- | ----------------------- |
| Num                     | Coureur                 | Pos                     |
| 231                     | Frederik Backaert (BEL) | AB                      |
| 232                     | Jérôme Baugnies (BEL)   | 35e                     |
| 233                     | Enrico Gasparotto (ITA) | 30e                     |
| 234                     | Björn Leukemans (BEL)   | 34e                     |
| 235                     | Marco Marcato (ITA)     | 49e                     |
| 236                     | Mirko Selvaggi (ITA)    | 104e                    |
| 237                     | Roy Jans (BEL)          | AB                      |
| 238                     | Francis De Greef (BEL)  | 91e                     |